# Kolonia Robotnicza (Ostrowiec Świętokrzyski)
Kolonia Robotnicza (dawn. alt. Ostrowiec Poduchowny) – osiedle Ostrowca Świętokrzyskiego położone w jego północno-zachodniej części. Włączone do miasta w 1954.
Osiedle charakteryzuje zabudowa jednorodzinna. Największy rozwój przeżywało w latach 90. XX wieku i w pierwszej dekadzie XXI w.
Przez osiedle przebiega  czerwony szlak rowerowy im. Mieczysława Radwana.

## Zasięg terytorialny
Osiedle obejmuje swym zasięgiem ulice: Bacewiczówny, Bieliny, Borową, Borówkową, Brzozową, Bukową, Cedrową, Cisową, Cyprysową, Chabrową, Chopina, Daleką, Długą, Folwark Piaski, Goździkową, Grabową, Graniczną, Gronową, Grzybową, Jaśminową, Jaworową, Jesionową, Jodłową, Kalinową, Karłowicza, Kasztanową, Klonową, Kłosową, Kolonia Robotnicza, Las Rzeczki, Lazurową, Leszczynową, Lipową, Makową, Modrzewiową, Morwową, Nowe Piaski, Noskowskiego, Ogińskiego, Okrężną, Olchową, Olszynową, Orzechową, Paderewskiego, Przyjemną, Przytulną, Radosną, Relaksową, Różyckiego, Sasankową, Sienkiewicza od nr 108 do nr 162 (numery parzyste), Spacerową, Szpitalną, Szymanowskiego, Wiązową, Wieniawskiego, Źródlaną.

## Historia
Kolonia Robotnicza powstała w 1926, kiedy przy wsparciu sejmiku powiatowego z Opatowa, rozpoczęto budowę pierwszych domów jednorodzinnych. Były one przeznaczone dla pracowników Zakładów Ostrowieckich. Łącznie powstało 116 domków o układzie szeregowym. Ich właściciele spłacali należność w ratach. W 1929 osadę wizytował prezydent Rzeczypospolitej Ignacy Mościcki. W 1954 Kolonia Robotnicza została przyłączona do Ostrowca.
W II RP przynależała do woj. kieleckiego, gdzie 2 listopada 1933 weszła w skład gromady o nazwie Ostrowiec Poduchowny w gminie Częstocice, składającej się kolonii Robotnicza Kolonia, kolonii Bieliny, kolonii Piaski Nowe, folwarku Piaski, folwarku Miłkowska Karczma (od szosy Nowych Piasków) i obrębu leśnego Rzeczki.
Podczas II wojny światowej włączona do Generalnego Gubernatorstwa (dystrykt radomski, powiat opatowski), już jako pod nazwą gromada Robotnicza Kolonia w gminie Częstocice, licząca 938 mieszkańców.
Po wojnie w województwa kieleckim, jako jedna z 15 gromad gminy Częstocice w powiecie opatowskim, ponownie pod nazwą Ostrowiec Poduchowny.
29 września 1954 gromadę Ostrowiec Poduchowny wyłączono z gminy Częstocice i włączono do Ostrowca Świętokrzyskiego.